# ZP Moto
ZP Moto war ein deutscher Motorradhersteller, der 2011 als ZP Moto GmbH in Zschopau gegründet wurde. Gemeinsam mit ehemaligen MZ-Mitarbeitern wurde in Handarbeit eine Sportenduro in Retro-Manier gefertigt, die ZPsport 449.

## ZPsport 449

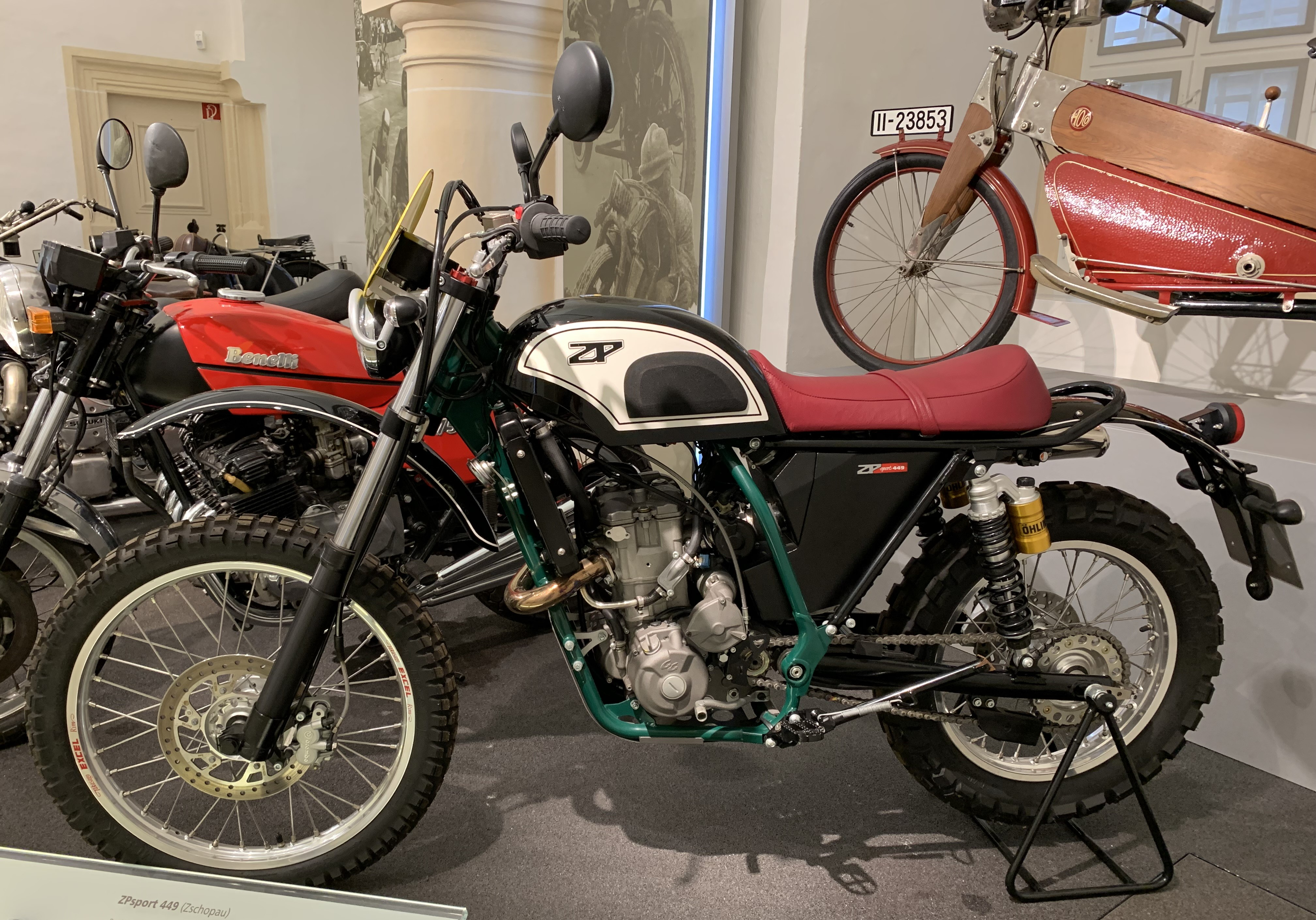
ZPsport 449, ausgestellt im Motorradmuseum auf Jagdschloss Augustusburg

Die ZPsport 449 ist das einzige von ZP Moto gefertigte Modell. Die Sportenduro mit einem GasGas-Motor wurde von 2012 bis 2015/16 auf Bestellung gefertigt und zu einem Preis von 22.430 Euro angeboten.
Während des zwischenzeitlichen Konkurses von GasGas 2015 wurde die Lieferung der Motoren eingestellt. Da kein anderer Motorenlieferant gefunden werden konnte, lief 2016 die Fertigung der ZPSport 449 aus.
Technische Daten
- Motor: Einzylinder-Viertaktmotor mit 449 cm³. Hersteller: GasGas. Kick- und E-Starter
- Höchstleistung: 45 PS bei 6200 min−1
- max. Drehmoment: 52 Nm bei 5500 min−1
- Getriebe: 6-Gang
- Rahmen: Stahlrohrrahmen mit doppelten Unterzügen
- Radstand: 1426 mm
- Federung vorn: Teleskopgabel
- Federung hinten: Öhlins-Stereofederbeine
- Bremse vorn: Einscheibenbremse, 260 mm Durchmesser, 2-Kolben-Schwimsattel
- Bremse hinten: Einscheibenbremse, 240 mm Durchmesser, 1-Kolben-Schwimsattel
- Länge: 2150 mm
- Sitzhöhe: 860 mm
- Masse, fahrfertig: 130 kg
- Tankinhalt: 12 l

Der Motor war wassergekühlt.